# ドミトリー・ゲラシモフ
ドミトリー・ゲラシモフ（Dmitry Gerasimov、1988年4月16日 - ）は、エニセイSTMに所属するラグビーユニオン選手。

## プロフィール
- ロシア・クラスノヤルスク出身。
- ポジションはセンター(CTB)[1]。
- 身長 185cm、体重 100kg
- ロシア代表キャップは72（2021年9月現在）。

## 略歴
2007年、エニセイSTMに加入。
2019年、ラグビーワールドカップ2019のロシア代表に選ばれた。